# Nicolae Tăutu
| copii = 
Nicolae Tăutu (n. 24 noiembrie 1919, Cislău, România – d. 13 iunie 1972, București, România) a fost un prozator, poet și jurnalist militar român, care a ajuns la gradul de colonel. A fost membru al PCR.

## Biografie
A urmat școala primară la Onești, locuind timp de 2 ani împreună cu mama sa într-o casă din zona „Monument”. Pe linie paternă descinde din familia Tăutu.
A debutat în 1940, cu placheta Tăceri pentru apă vie, ocazie cu care critica l-a considerat un poet de succes, viguros și profund, cu mari posibilități de realizare în timp.
În 1949 Nicolae Tăutu era căpitan în armata română și a început să publice în periodicul militar bilingv Armata Nouă, care apărea la Târgu-Mureș.
A început cu poeme precum „Vladimir Ilici”, „Armata lui Octombrie Roșu” sau „Balada comunistului fără nume” și mai multe ode închinate și lui Lenin și lui Stalin, comunismului în general.
În versurile lui Nicolae Tăutu se putea observa lesne măiestria versificației, indiferent că tematica abordată era subjugată comandamentelor politice, sociale și ideologice ale vremii: ”Din lemn își durau docare, / Duce-i-ar la-nmormântare! / Fagule, tu nu uita / Că i-ai tras și-n țepi cândva”.
La pagina 12 a revistei Securitatea nr.3 din 1968, număr festiv dedicat aniversării a 20 de ani de la înființarea Securității, la 30 august 1948, Nicolae Tăutu a publicat poezia „Ofițerul de Securitate”, o adevărată odă în 8 strofe care se încheie apoteotic cu versurile:
Răspunderea îi sapă șanțuri adânci pe frunte,
Obstacol nu-i în cale ca brav să nu-l doboare,
Pe epoleți el poartă ca stîncile din munte
Albastrul demnității și steaua de onoare!
În timpul celui de-al Doilea Război Mondial, în iarna anului 1941, o proastă organizare a făcut ca mulți comandanți români au rămas astfel fără comandă operativă sau au comandat unități și subunități de valoare inferioară celor la care aveau dreptul, fapt ce nu a permis comandamentului român din Crimeea să desfășoare acțiuni pe cont propriu. Locotenent-colonelul Nicolae Tăutu a afirmat cu această ocazie că: „Atunci când se va scrie istoricul operațiunilor din Crimeea, eforturile și grelele sacrificii de sânge făcute de trupele române de aici vor apărea foarte palide în ansamblul operațiunilor, întrucât românii nu au avut posibilitatea să-și lege numele de nicio acțiune începută și dusă la bun sfârșit de comandamentele și trupele române. Din această cauză, istoria va fi, poate, nedreaptă cu noi și cu sacrificiile noastre, fără ca să avem vreo altă vină decât că am fost obligați a consimți această fragmentare a comandamentelor noastre”.
Mircea Radu Iacoban își amintea că, la Uniunea Scriitorilor, al cărei membru era, colonelul Nicolae Tăutu era „responsabil cu farsele”. Într-o zi s-a dat, la telefon, drept ministrul forțelor armate și a ordonat administratorului cimitirului Ghencea militar să dezgroape toți morții, urmând să fie re-înhumați strict după ierarhia gradelor. Întrebarea era ce forță de muncă suplimentară necesita operațiunea. Ca urmare, administratorul cimitirului i-a trimis ministrului un tabel prin care solicita 46 de gropari în plus, cerând și deslușiri tehnice cu privire la realocarea locurilor de veci.
Altă farsă a lui Nicolae Tăutu. Le-a spus unor prieteni: „Hai să-i verificăm lui Dan Deșliu loialitatea față de comuniști”. Pentru aceasta, l-a convocat la miez de noapte pe Dan Deșliu în Piața Palatului, fiind de dorit să aibă asupra lui o bâtă sau un satâr, sub pretextul că dușmanii poporului pun la cale o rebeliune împotriva regimului. Dan Deșliu chiar nu a sesizat farsa și s-a prezentat la locul indicat și la ora fixată, cu o toporișcă de casă ascunsă sub pardesiu, fiind întâmpinat de hohotele de râs ale lui Nicolae Tăutu și ale unor prieteni care-l însoțeau pe acesta.
Adrian Păunescu relata că poetul colonel Nicolae Tăutu a participat cândva la o șezătoare literară, în timpul căreia cei prezenți s-au comportat foarte disciplinat, au fost foarte liniștiți și au aplaudat exact atunci când trebuia. Târziu a înțeles recitatorul că pe scaune erau niște surdomuți. Ei nu auzeau nimic. La un semn discret al directorului școlii, bine ascuns de ochii prezidiului, ei aplaudau.
Cenaclul literar al Casei Armatei din Cluj a purtat numele «Nicolae Tăutu».
În intervalul 1940-1971, Nicolae Tăutu a publicat 22 de volume, cele mai multe de poezie.

## Scrieri
- Furtuni de primăvară, Editura de Stat pentru literatură și artă, 1954
- Mândrie, 1954
- Puterea jurământului, Editura de Stat pentru literatură și artă, 1955
- Inscripții (poezii), Editura de Stat pentru literatură și artă, 1955
- De la inimă la inimă (versuri), Editura Militară a Ministerului Forțelor Armate ale R.P.R., 1957
- Când au plecat cocorii... (Carnet de front) (versuri), Editura Tineretului, 1958
- Rapsodia Română (versuri), Editura Militară, 1960
- Itinerar liric : George Enescu, Editura pentru literatură, 1961
- Noul comandant : Schițe de azi și de ieri, Editura Militară, 1962
- Carnet de cazarmă (versuri), Editura Militară, 1962
- Pentru pionierii țării, 1963
- Așa cum a fost (roman), Editura Militară, 1963
- Cantata eroică (poem), Editura Militară, 1964
- Portret interior (versuri), Editura pentru Literatură, 1965
- Băiatul și luna, Editura Tineretului, 1965
- Împlinire (roman), vol. 1: Fata din inima țării, Editura Militară, 1966
- Împlinire (roman), vol. 2: La capătul nopții, Editura Militară, 1966
- Împlinire (roman), vol. 3: Sub arcul de triumf, Editura Militară, 1966
- Fata din inima țării, 1966
- Omagiu anilor de aur (versuri), Editura Militară, 1966
- Când zâmbesc scriitorii și artiștii (însemnări anecdotice), Editura pentru literatură, 1967
- Interludiu (poezii), Editura Tineretului, 1967
- Aliatul nr.1 (Fals tratat de aventură și umor), Editura Tineretului, col. Aventura, 1967
- Insula liniștită (roman), Editura Militară, 1968
- Vox maris 1968 (poezii), Editura pentru Literatură, 1968
- Enigmatica Solveig, Editura Tineretului, 1969
- Plecat-am nouă din Vaslui (roman), Editura Militară, 1969
- Întoarcerea argonauților, Editura Eminescu, 1970
- Pro Patria Tăutu, N., 1970
- Cântarea cântărilor mele (versuri), Editura Eminescu, 1971
- Hai să râdem împreună (volum selectiv de umor), Editura Albatros, 1971
- Balada comunistului fără nume (poezii), Editura Militară, 1971
- Misiunile căpitanului Dan, Editura Eminescu, Colecția Clepsidra, 1972
- Secretul documentului „X” (roman), Editura Militară, Colecția Sfinx, 1972
- Prefață la inima mea (poeme), Editura: Minerva, 1972

### Apariții postume
- Patriei, cântările mele (poezii), Editura Militară, 1974
- Eroina de pe Jii, Editura Eminescu, 1977
- Nimeni n-a murit de râs (proză scurtă), Editura Junimea, 1978
- Iubirea mea, pământul românesc (poezii), Editura Militară, 1979
- Cornul de aur (poezii), Editura Militară, 1984

## Teatru
- Zbor de noapte (piesă în trei acte și șase tablouri), Editura militară, 1956
- Ecaterina Teodoroiu Data premierei: 17 septembrie 1960 la Teatrul Dramatic "Fani Tardini" Galați

## Scenarii de film
- Vultur 101 (1957), ecranizarea romanului Zbor de noapte de Nicolae Tăutu, regizor Andrei Călărașu